# نبرد باگرواند (۳۷۲)
نبرد باگرواند یا باگاوان در سال ۳۷۱ میلادی در دشت‌های باگرواند میان نیروهای امپراتوری روم و پادشاهی ارمنستان در برابر شاهنشاهی ساسانی رخ داد که با پیروزی روم همراه بود.